# Suriya
Suriyatim "Suriya" Jyrk (født Suriyatim Sørensen 18. oktober 1979 i Perak, Malaysia), tidligere kendt som Heidi Sørensen, er en dansk sangerinde, sangskriver og producer, der blev kendt som den ene halvdel af popduoen S.O.A.P. i slutningen af 1990'erne, som solgte tæt på to millioner album og singler.
Hun er født i Malaysia af en malaysisk-indisk-indonesisk mor og en dansk far, men er opvokset i Næstved med lillesøsteren Saseline og lillebroderen Daniel, bedre kendt som barnestjernen Danny Kool. Da S.O.A.P. gik i opløsning i 2002 trak hun sig helt ud af rampelyset. I marts 2008 vendte hun tilbage til musikscenen i en mere rock'et udgave under navnet Suriya, og udsendte singlen "My Desire", der er produceret af Yauzers, som består af Jesper Vestergaard, broderen Daniel, samt hende selv.
I februar 2009 sang hun på housenummeret "Yeah That's Me" fra Lexicon Saints. Hun deltog i Dansk Melodi Grand Prix 2012 med dubstep-nummeret "Forever I B Young", der var skrevet af hende selv i samarbejde med sin eksmand Thomas Hoffmann, Jacob Winge og lillebroderen Daniel Sørensen.

## Solodiskografi

### Singler
- "My Desire" (2008)
- "Yeah That's Me" (med Lexicon Saints) (2009)
- "Louis Bag" (2011)
- "Forever I B Young" (2012)